# Златко Юнузович
Зла́тко Юну́зович (нім. Zlatko Junuzović, нар. 26 вересня 1987, Бієліна) — австрійський футболіст боснійського походження, півзахисник.

## Клубна кар'єра
Народився 26 вересня 1987 року в місті Бієліна, проте вже у 5 років, з початком війни у Боснії, разом з батьками понинув країну і переїхав у Австрію.
Вихованець юнацьких команд футбольних клубів «Кунсдорф» та ГАК (Грац).
У дорослому футболі дебютував навесні 2005 року виступами за команду ГАК (Грац), в якій провів три сезони, взявши участь у 71 матчі чемпіонату. Більшість часу, проведеного у складі ГАКа, був основним гравцем команди.
Своєю грою за цю команду привернув увагу представників тренерського штабу клубу «Аустрія Кернтен», до складу якого приєднався влітку 2007 року. Відіграв за команду з Клагенфурта наступні два сезони своєї ігрової кар'єри. Граючи у складі «Аустрії Кернтен» також здебільшого виходив на поле в основному складі команди.
Влітку 2009 року уклав контракт з «Аустрією» (Відень), у складі якого провів наступні три роки своєї кар'єри гравця. Тренерським штабом нового клубу також розглядався як гравець «основи».
До складу клубу «Вердер» приєднався у січні 2012 року. Наразі встиг відіграти за бременський клуб 2 матчі в національному чемпіонаті.

## Виступи за збірні
З 2005 по 2008 рік залучався до складу молодіжної збірної Австрії, разом з якою був учасником молодіжного чемпіонату світу 2007 року, де австрійці зайняли 4 місце. Всього на молодіжному рівні зіграв у 16 офіційних матчах.
1 березня 2006 року дебютував в офіційних матчах у складі національної збірної Австрії в товариському матчі проти збірної Канади, який завершився поразкою європейців з рахунком 0-2.
Наразі провів у формі головної команди країни 55 матчів, забивши 7 голів.

## Титули і досягнення
- Чемпіон Австрії (4):

«Ред Булл»: 2018-19, 2019-20, 2020-21, 2021-22
- Володар Кубка Австрії (4):

«Ред Булл»: 2018-19, 2019-20, 2020-21, 2021-22
- Футболіст року в Австрії: 2010